# Jean-Christophe Grangé
Jean-Christophe Grangé (ur. 15 lipca 1961 w Paryżu we Francji) – francuski pisarz, autor thrillerów, dziennikarz i scenarzysta.

## Życiorys
Grangé studiował literaturę na Sorbonie. Podróżował i pisał reportaże m.in. dla National Geographic. Zdobył nagrodę Grinzane Cinema 2007 dla najlepszej książki, na podstawie której nakręcono film – Purpurowe rzeki. Ekranizacji doczekała się także jego druga książka Imperium wilków, w głównej roli ponownie zagrał Jean Reno. Jest także autorem scenariusza do filmu Vidocq.

## Twórczość
- 1994: Lot bocianów (fr. Le Vol des cigognes)
- 1998: Purpurowe rzeki (Les Rivières pourpres)
- 2000: Kamienny krąg (Le Concile de Pierre)
- 2003: Imperium wilków (L'Empire des loups)
- 2004: Czarna linia (La Ligne noire)
- 2007: Przysięga otchłani (Le Serment des Limbes)
- 2008: Zmiłuj się (Misèrere)
- 2009: Las cieni (La Forêt des Mânes)
- 2011: Pasażer (Le Passager)
- 2012: Kaiken (Kaiken)
- 2015: Lontano (Lontano)
- 2016: Kongo Requiem (Congo Requiem)
- 2018: Kraina umarłych (La terre des morts)
- 2019: Ostatnie polowanie (La dernière chasse), wyd. polskie: Wydawnictwo Sonia Draga, 2022, ISBN 978-83-8230-285-1.
- 2020: Dzień popiołów (Le jour des cendres), wyd. polskie: Wydawnictwo Sonia Draga, 2022, ISBN 978-83-8230-409-1
- 2021: Wybranki (Les promises), wyd. polskie: tłum. Krystyna Szeżyńska-Maćkowiak, Wydawnictwo Sonia Draga, 2023, ISBN 978-83-8230-618-7

## Adaptacje filmowe
- 2000: Purpurowe rzeki (fr. Les rivières pourpres) (reż. Mathieu Kassovitz)
- 2005: Imperium wilków (fr. L'Empire des loups) (reż. Chris Nahon)
- 2006: Kamienny krąg (fr. Le Concile de pierre) (reż. Guillaume Nicloux)
- 2013: Aniołki spod znaku Miserere (fr.La Marque des anges), (reż. Sylvain White)